# Wmii
wmii je správce oken pro X Window System pod licencí MIT. Je napsaný v Céčku a přenositelný v rámci UN*Xového prostředí. Nabízí různé režimy umisťování oken, přičemž v základním režimu funguje jako dlaždicový správce oken.
Vychází ze své starší verze wmi (napsané v C++), a inspiruje se jinými správci oken jako jsou ratpoison nebo Ion. Ovládá se klávesnicí nebo myší, přičemž se pro určení směru používají klávesy hjkl ve stylu editoru vi. Po vzoru operačního systému Plan 9 nabízí meziprocesovou komunikaci přes virtuální souborový systém protokolem 9P. Jeho konfigurace má podobu skriptů nad tímto souborovým systémem a poslední verze nabízejí podporu pro skripty v Bournově shellu, v Pythonu a v Ruby.